# Verbandsgemeinde Zell (Mosel)
La comunità amministrativa di Zell (Mosel) (Verbandsgemeinde Zell (Mosel)) si trova nel circondario di Cochem-Zell nella Renania-Palatinato, in Germania.

## Comuni
Fanno parte della comunità amministrativa i seguenti comuni:
| Comune, città                 | Sup. (km²) | Abitanti |
| ----------------------------- | ---------- | -------- |
| Alf                           | 6,33       | 816      |
| Altlay                        | 5,75       | 445      |
| Altstrimmig                   | 8,90       | 339      |
| Blankenrath                   | 4,59       | 1 672    |
| Briedel                       | 26,60      | 900      |
| Bullay                        | 3,96       | 1 633    |
| Forst (Hunsrück)              | 3,35       | 64       |
| Grenderich                    | 8,51       | 381      |
| Haserich                      | 4,45       | 207      |
| Hesweiler                     | 2,31       | 116      |
| Liesenich                     | 8,76       | 312      |
| Mittelstrimmig                | 11,47      | 410      |
| Moritzheim                    | 4,02       | 134      |
| Neef                          | 6,51       | 426      |
| Panzweiler                    | 3,85       | 250      |
| Peterswald-Löffelscheid       | 15,33      | 713      |
| Pünderich                     | 5,41       | 810      |
| Reidenhausen                  | 2,06       | 164      |
| Sankt Aldegund                | 6,16       | 559      |
| Schauren                      | 3,05       | 425      |
| Sosberg                       | 3,91       | 164      |
| Tellig                        | 1,21       | 293      |
| Walhausen                     | 2,27       | 233      |
| Zell (Mosel), città           | 44,98      | 4 086    |
| Verbandsgemeinde Zell (Mosel) | 193,75     | 15 552   |

(Abitanti al 31 dicembre 2021)